# ALICE MEMORIAL 1976〜1979
『ALICE MEMORIAL 1975〜1979』（アリス・メモリアル 1976〜1979）は、1980年6月にリリースされたアリスのベスト・アルバム。

## 解説
1976年〜1979年にリリースされたシングル・アルバムから選曲された2枚組のベスト・アルバム。ポリスターへ移籍後にリリースされた。
同年3月には第1弾として『ALICE MEMORIAL 1972〜1975』がリリースされている。
1993年に初CD化され、1998年,2000年にもリリースされている。
CDではDISC 1にはSIDE 1とSIDE 2、DISC 2にはSIDE 3とSIDE 4が収録された。

## 収録曲

### SIDE 1
1. 帰らざる日々(5分14秒)
  - 作詞・作曲:谷村新司／編曲:篠原信彦／ストリングス編曲:青木望
2. あの日のままで(2分59秒)
  - 作詞:谷村新司／作曲:堀内孝雄／編曲:篠原信彦・堀内孝雄
3. もう二度と…(3分23秒)
  - 作詞・作曲:谷村新司／編曲:篠原信彦
4. 音の響き(3分52秒)
  - 作詞:矢沢透／作曲:堀内孝雄／編曲:アリス
5. 夏の終りに(5分31秒)
  - 作詞・作曲:矢沢透／編曲:ボブ佐久間
6. 遠くで汽笛を聞きながら(3分56秒)
  - 作詞:谷村新司／作曲:堀内孝雄／編曲:篠原信彦

### SIDE 2
1. さらば青春の時(4分53秒)
  - 作詞・作曲:谷村新司／編曲:前田憲男
2. 最後のアンコール(4分28秒)
  - 作詞・編曲:矢沢透／作曲:堀内孝雄
3. 街路樹は知っていた(3分20秒)
  - 作詞:谷村新司／作曲:堀内孝雄／編曲:石川鷹彦
4. 冬の稲妻(3分04秒)
  - 作詞:谷村新司／作曲:堀内孝雄／編曲:石川鷹彦
5. 何処へ(3分50秒)
  - 作詞:谷村新司／作曲:堀内孝雄／編曲:青木望
6. 涙の誓い(3分25秒)
  - 作詞・作曲:谷村新司／編曲:石川鷹彦

### SIDE 3
1. ジョニーの子守唄(3分20秒)
  - 作詞:谷村新司／作曲:堀内孝雄／編曲:石川鷹彦
2. センチメンタル・ブルース(3分39秒)
  - 作詞:谷村新司／作曲:矢沢透／編曲:矢沢透・大浜和史
3. つむじ風(3分43秒)
  - 作詞・作曲:谷村新司／編曲:篠原信彦
4. フィーネ(5分28秒)
  - 作詞・作曲:谷村新司／編曲:青木望
5. 君よ涙でふりかえれ(4分47秒)
  - 作詞:谷村新司／作曲:堀内孝雄／編曲:石川鷹彦
6. チャンピオン(4分10秒)
  - 作詞・作曲:谷村新司／編曲:石川鷹彦

### SIDE 4
1. 夢去りし街角(3分43秒)
  - 作詞:谷村新司／作曲:堀内孝雄／編曲:石川鷹彦
2. 逃亡者(3分18秒)
  - 作詞:谷村新司／作曲:矢沢透／編曲:石川鷹彦
3. Wild Wind－野性の疾風－(3分27秒)
  - 作詞・作曲:谷村新司／編曲:石川鷹彦
4. 未青年(3分41秒)
  - 作詞・作曲:谷村新司／編曲:前田憲男
5. 秋止符(4分11秒)
  - 作詞:谷村新司／作曲:堀内孝雄／編曲:石川鷹彦
6. 美しき絆〜Hand in Hand〜(6分20秒)
  - 作詞・作曲:谷村新司／編曲:前田憲男